# Landschap met ruïnes en de ontmoeting van Rebecca en Eliëzer
Landschap met ruïnes en de ontmoeting van Rebecca en Eliëzer is een schilderij toegeschreven aan de Zuid-Nederlandse schilder Willem van Nieulandt (II) in het Rijksmuseum in Amsterdam.

## Voorstelling
Het stelt een landschap voor met Romeinse ruïnes. Tussen deze ruïnes krioelt het van de mensen: rustende reizigers, herders met hun vee, wassende vrouwen en marktkooplieden. Tussen al deze bedrijvigheid is een scène verstopt uit het bijbelboek Genesis. Naast de fontein in het midden lest een man zijn dorst met water uit de kruik van een vrouw. Achter de man bevindt zich een karavaan met kamelen. Volgens het verhaal liet Abraham zijn karavaan met opzet neer bij een fontein om onder de waterdraagsters een vrouw te vinden voor zijn zoon Isaak. De vrouw die zijn knecht knecht Eliëzer bij de fontein ontmoet is Rebekka, die uiteindelijk zal trouwen met Isaak.

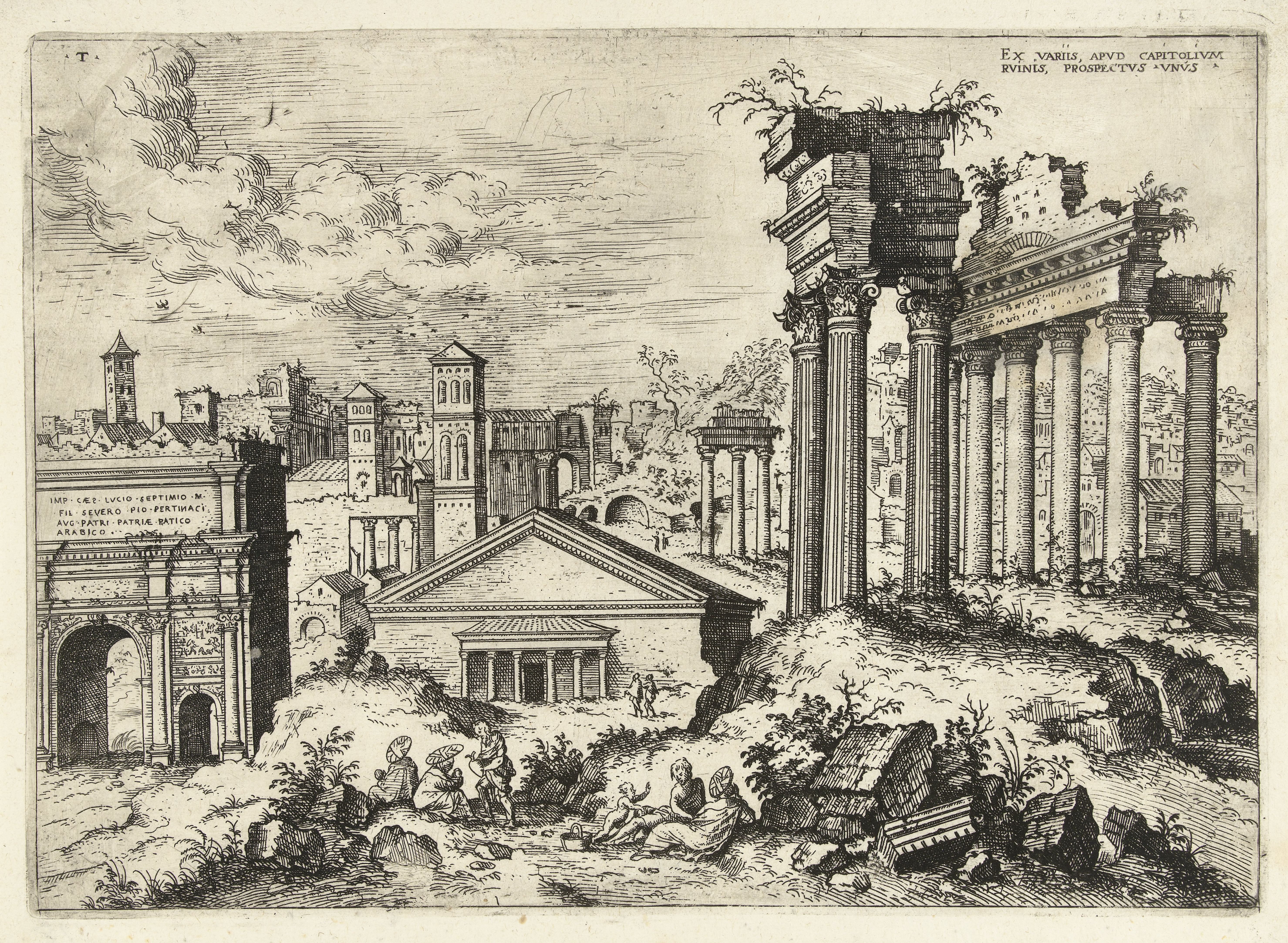
Hieronymus Cock. Gezicht op het Forum Romanum vanuit het Capitool. 1551. Ets. Amsterdam, Rijksmuseum.

De voorstelling vindt plaats in de stad Rome tussen een aantal antieke ruïnes. Links de tempel van Minerva aan het Forum van Nerva, die kort na het ontstaan van het schilderij in opdracht van paus Paulus V afgebroken werd, rechts de tempels van Vespasianus en Saturnus en op de achtergrond de ruïnes van de Palatijn. Ook de fontein in het midden stond vanaf 1593 ook daadwerkelijk op het Forum Romanum ten noorden van de tempel van Castor. Hoewel al deze bouwwerken redelijk natuurgetrouw zijn weergegeven is de plaatsing hiervan en de verdere aankleding volledig gefantaseerd. Ook zijn de gebouwen niet naar het leven getekend, maar maakte de schilder gebruik van een serie prenten van Hieronymus Cock met als onderwerp antieke ruïnes in Rome, die voor het eerst uitgegeven werd in Antwerpen in 1551.

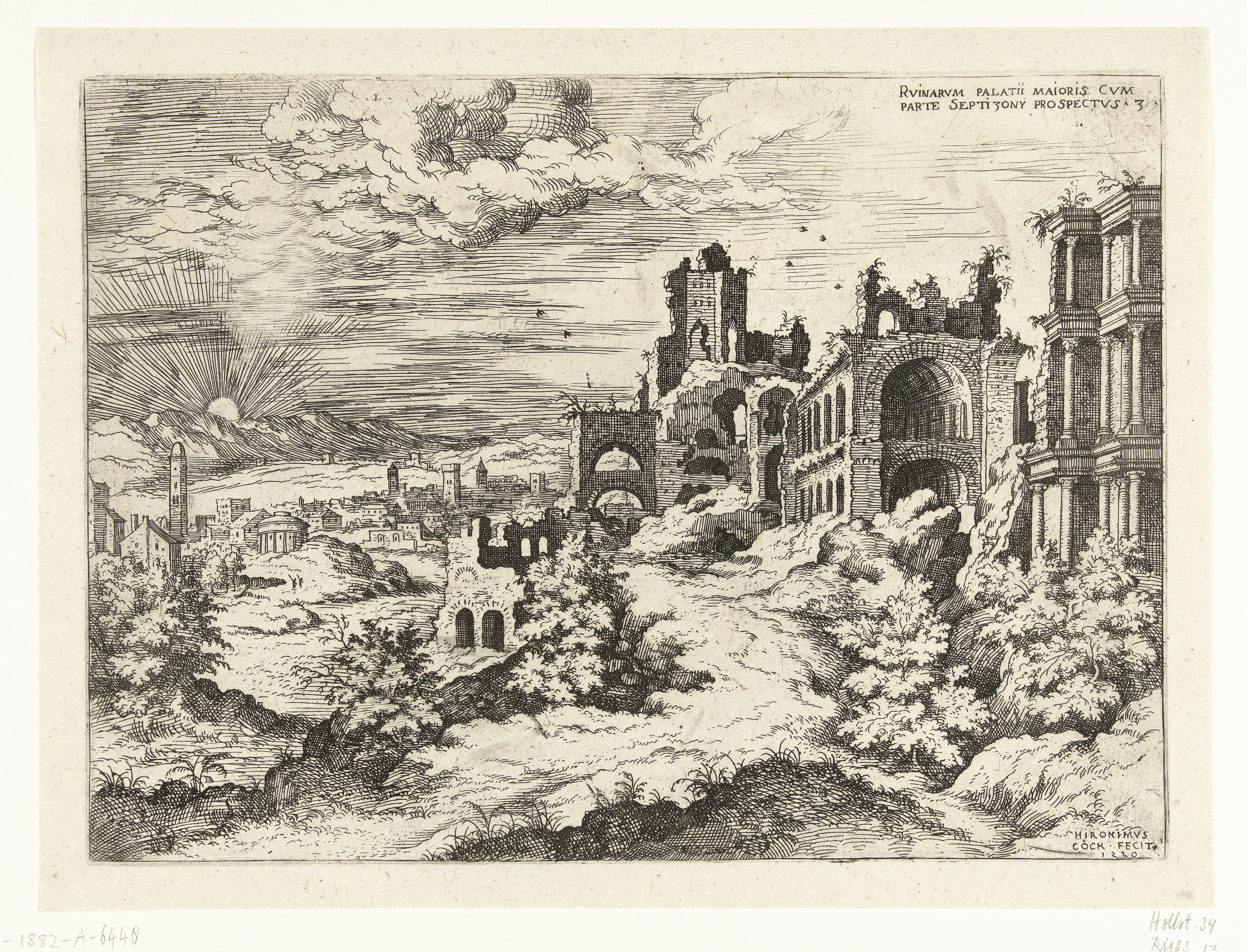
Hieronymus Cock. Gezicht op de Palatijn met zonsopgang. 1550-1551. Ets. Amsterdam, Rijksmuseum.

De tempels van Vespasianus en Saturnus zijn ontleend aan de prent Gezicht op het Forum Romanum vanuit het Capitool. Er zijn echter enkele verschillen. Op de prent staan beide tempels naast elkaar; op het schilderij staan ze achter elkaar. En de schilder heeft de tempel van Vespasianus voorzien van Ionische kapitelen, terwijl deze op de prent en in werkelijkheid korinthische kapitelen bezit. Voor de achtergrond maakte de schilder gebruik van de prent Gezicht op de Palatijn met zonsopgang. Helemaal rechts op deze prent, maar niet op het schilderij, is het Septizonium te zien, waaruit afgeleid kan worden dat het Palatijn hier vanaf het zuidoosten weergegeven is. De tempel van Minerva links is gebaseerd op de prent Tweede gezicht op het Forum Nerva. Deze prent laat het Forum van Nerva zien vanuit het stadsdeel Subura, dus vanaf het noordoosten, richting het Forum Romanum. Deze prent laat de werkelijke situatie echter in spiegelbeeld zien. De schilder moet bekend zijn geweest met het werkelijke aanzicht van deze tempel en corrigeerde dit.

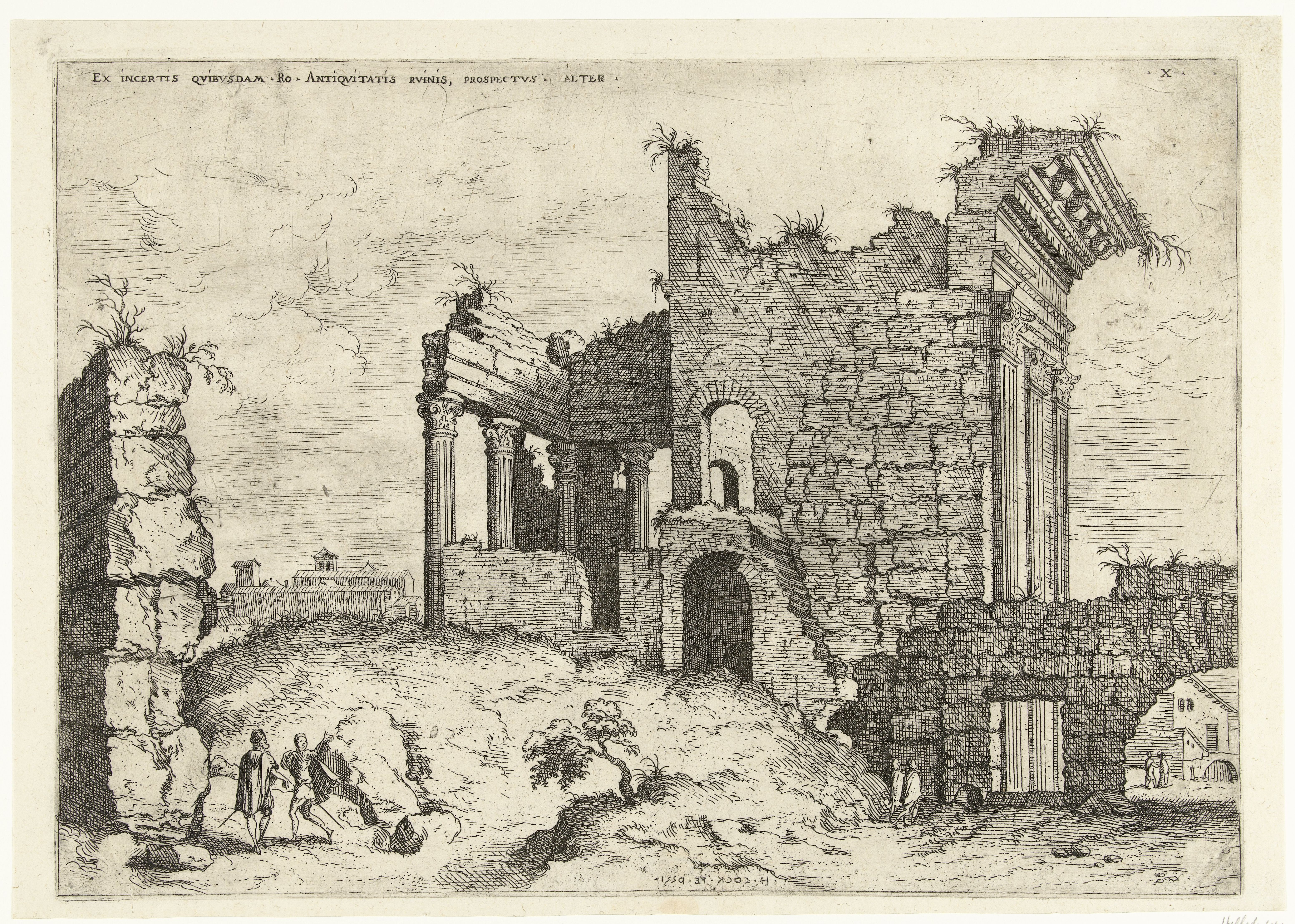
Hieronymus Cock. Tweede gezicht op het Forum Nerva. 1550-1551. Ets. Amsterdam, Rijksmuseum.

Het schilderij wordt afwisselend toegeschreven aan Paul Bril en Willem van Nieulandt (II). Beide schilders verbleven enige tijd in Rome en hadden de bouwwerken dus ook naar het leven kunnen tekenen. Waarom er dan toch gebruik is gemaakt van voorbeeldprenten is niet duidelijk. Kunsthistoricus Bernard Aikema wijst erop dat ook andere kunstenaars gebruikmaakten van de serie van Hieronymus Cock, die in 1561 opnieuw in prent werd gebracht door Giovanni Battista Pittoni (I) met als titel Praecipua aliquot Romanae Antiquitatis Ruinarum Monimenta (Enkele bijzondere monumenten van de ruïnen van het antieke Rome). Als voorbeeld noemt hij de fresco's van Paolo Veronese in de Villa Barbaro in Maser, die vermoedelijk ook 1561 ontstonden.

## Toeschrijving en datering
Het schilderij is rechtsonder, op een hek, gesigneerd ‘P: Bril’. In de literatuur, met name Anton Mayer en Bernard Aikema, wordt het doorgaans aan Paul Bril toegeschreven en omstreeks 1600 gedateerd. De Italiaanse kunsthistoricus Giorgio Faggin schreef het in 1965 toe aan Brils leerling Willem van Nieulandt (II). Ook het Rijksmuseum schrijft het toe aan Nieulandt en dateert het tussen 1600 en 1620, wat betekent dat het werk mogelijk niet in Rome, maar in Amsterdam of Antwerpen ontstond.

## Herkomst
Het werk wordt in 1752 voor het eerste gesignaleerd in de verzameling van Adriaan Leonard van Heteren in Den Haag. Van Heteren liet het na zijn dood na aan zijn zoon, Adriaan Leonard van Heteren Gevers. Deze verkocht het werk op 8 juni 1809 samen met 135 andere schilderijen, bekend als het Kabinet Van Heteren Gevers, aan het Rijksmuseum.